# 제트 연료

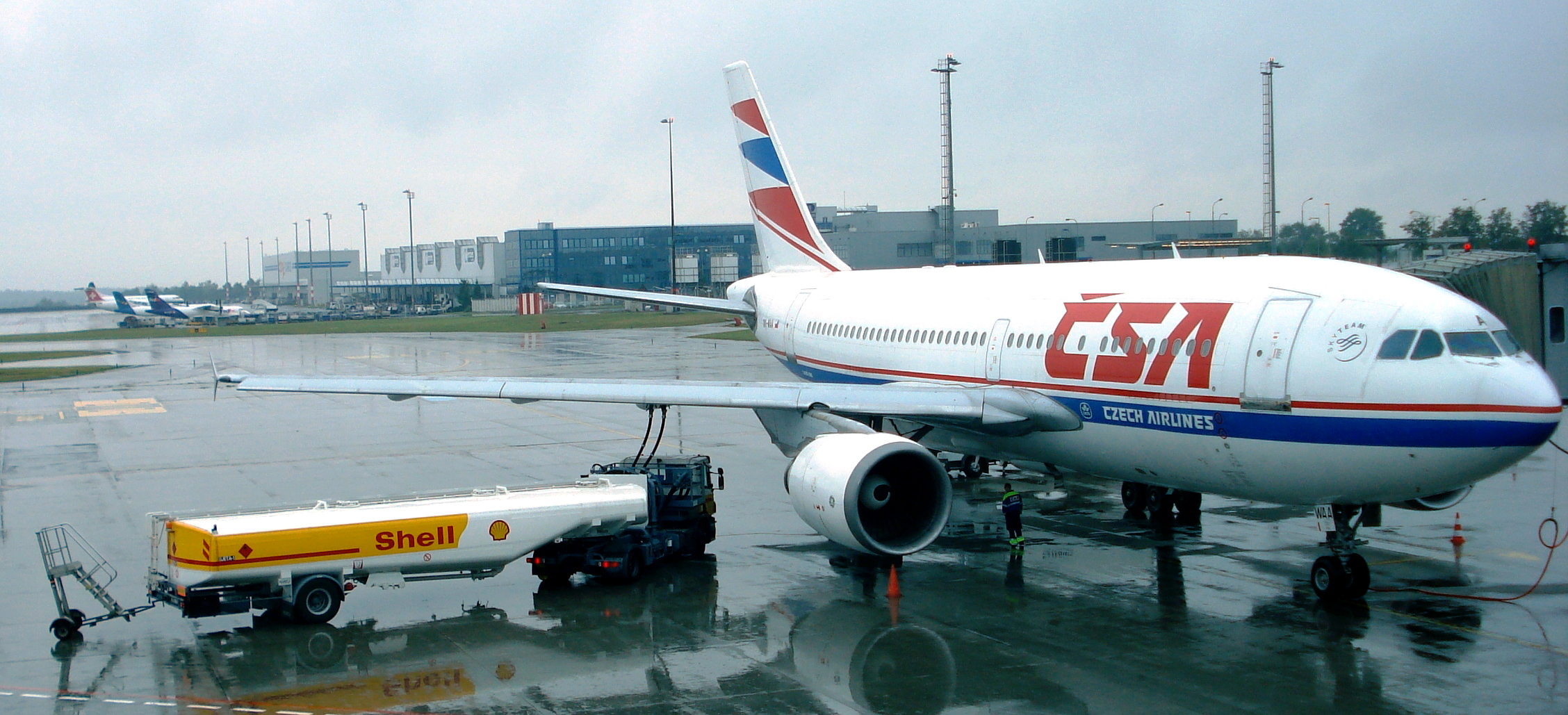
제트 연료를 탱커로부터 공급하고 있다.

제트 연료( - 燃料, 영어: jet fuel, aviation turbine fuel, ATF, AVTUR)는 제트 엔진에 사용하는 가솔린을 말한다.

## 전 세계 제트 연료 소비량
전 세계 제트 연료 소비량은 1980년 이후로 꾸준히 증가하고 있다. 
소비량은 30년 사이 3배가 증가되었는데, 1980년에 1,837,000 배럴/일에서 2010년 5,220,000 배럴/일로 증가했다.
전 세계 제트 연료 소비량 중 약 30%는 미국에서 발생한다. (2012년 기준 1,398,130 배럴/일)

## JET-A1
고고도에서 장시간 비행하는 항공기에 사용하는 등유형 연료로, 결빙점을 -47°C까지 감소시키기 위해서 첨가제를 넣은 경우를 제외하면 제트A 연료하고 유사하다.

## 제트기 연료 제조 과정
항공기에 사용되는 제트기 연료. 즉, 항공유는 자동차에 들어가는 경유라든가, 휘발유 하고 차이가 있다. 
만드는 방법도 그리고 항공유를 보관하고 또 운반하는 방법이 조금 다르다. 
항공유는 비행기를 띄우는 동력일 뿐 아니라, 항공기를 탑승하는 승객들의 안전하고도 밀접하게 연관되어 있다.

## 제트기 연료의 탄생
제트기 연료유는 휘발유, 경유, LPG, 중유처럼 원유를 증류해서 생산한다. 
원유를 가열하면 끓는점이 낮은 물질이 증발하고, 이를 냉각해서 각종 기름을 분리되는데, 원유를 끓이면 비등점하고 밀도차에 의해 가장 가벼운 LPG가 먼저 생성되고, 휘발유, 나프타, 등유, 경유, 중유, 아스팔트 등의 순서로 분리된다. 
여기서 항공유는 등유(KEROSENE)를 가공해서 만든다. 
등유를 뽑아낸 뒤 추가 공정이 들어가는데, 부식을 일으키는 황이나 냄새를 유발하는 성분 등을 제거한다. 
항공기는 자동차라든가 기관차하고는 달리 기압하고 온도가 낮은 척박한 환경에서 운항을 하기 때문에, 제조 과정에서
- 부식방지제(CI, Corrosion Inhibitor)
- 정전기 방지제(SDA, Static Dissipator Additive)
- 빙결방지제(FSII, Fuel System Icing Inhibitor)
- 윤활성 향상제(LI, Lubricity Improver) 등 각종 첨가제를 혼합한다.

그러므로 제조 과정도 복잡할 뿐만 아니라 가격도 자동차 연료보다 훨씬 더 비싸다.
항공유에도 종류가 많다. 가솔린을 기반으로 한 항공유도 있고, 등유를 기반으로 한 항공유도 있다. 
일반적인 항공 여객기에서는 등유를 기반으로 만들어진‘JET A-1’이라는 이름의 항공유를 사용한다. 
여객기 대부분 JET A-1을 사용한다고 보면 되는데, 군용으로 사용되는 항공유도 종류가 다르다. 
대표적인 군용 항공유로 예전에는‘JP-4’ 를 사용하다가 현재는‘JP-8’을 사용하고 있는데, 여객기 보다 훨씬 더 척박한 환경(높은 압력, 화재 위험 등)을 견뎌야 하기에 여객기에 사용되는 연료보다 가격도 훨씬 더 비싸다.

### 제트기 연료의 품질 관리
제트기 연료는 품질을 관리를 아주 엄격하게 해야 하는데, 비행중에 연료에 문제가 생기면 대형 사고로 이어지기 때문이다. 
이때문에 ICAO에서는 국제적으로 제트기 연료의 품질을 관리하는 기준을 정해놓고 있다. 
원유를 가공할 때부터 항공유 급유가 이뤄지기 전까지 매 단계마다 검사를 한다. 
항공유의 품질과 안전성 관리를 위해 지켜야 하는 규격 또는 항목이 30개가 넘는데, 그만큼 제트기 연료의 품질 관리 기준이 아주 엄격한 편이다. 
특히 하늘에서는 기온이 매우 낮기 때문에 저온에서의 연료의 안전성을 그만큼 신경써야 한다.

### 제트기 연료의 운반 및 주유 방법
제트기 연료를 만들면 공항으로 옮기는 방법은 크게 4가지로 분류된다. 
첫째는 선박, 둘째는 기름을 운반하는 탱크로리, 셋째는 철도 화차(유조화차), 넷째는 송유관(파이프라인)을 이용한다. 
탱크로리는 타원형의 통을 달고 다니는 유류 운반 트럭으로, 규모가 작은 지방이나 군소 지역 공항은 탱크로리를, 항공유의 수요가 많은 김포, 인천, 김해공항 같은 곳은 송유관이나 철도 유조화차를 사용한다. 
예를 들어 제트기 연료 제조사에서 제트기 연료를 만들면, 이를 김포, 김해, 인천공항까지 연결된 수십 킬로미터 길이의 송유관을 통해 옮기게 된다. 
이렇게 공항으로 이동된 항공유는 공항 주기장 바닥에 있는 원유 저장 탱크라든가 지상에 있는 원유 저장소 등으로 옮겨진다.
여객기는 날개에 연료 탱크가 있어서, 급유를 할 때는 탱크로리 또는 공항 땅 속에 있는 원유 저장 시설 배관에 호스를 연결해서 급유를 하게 된다.

### 제트기 연료의 계약 및 결제방법
국내에는 SK에너지, GS칼텍스, 현대오일뱅크, S-OIL 등 크게 4곳의 항공유 제조업체가 있다. 
항공사들은 한 업체랑만 계약을 맺지 않으며, 항공유의 공급 안정성이 매우 중요하기 때문에 정유사 여러 곳하고 계약을 맺는다. 
항공유의 가격은 글로벌 유가를 기준으로 책정하지만, 계약하는 기간과 양에 따라 조금씩 차이가 있기는 하다. 
항공유 결제도 자동차처럼 급유를 할 때마다 결제를 하는 건 아니고, 신용 즉, 외상 거래를 하거나 일정 기간 마다 정산을 해서 결제를 하는 등 항공사 및 정유사 상황에 따라 방법을 달리하게 된다.

### 유류할증료
항공사들의 운영비 중 많은 비중을 차지하는 단골 항목이 바로 제트기 연료다. 
항공유 가격이 오를 때마다 항공사들은 골머리를 앓을 수밖에 없다. 
고유가 시대였던 2008년엔 항공업계가 크게 골머리를 앓았다. 
이에 항공사들은 승무원 및 고객들의 짐하고 수하물 무게를 낮추자는 캠페인까지 진행하기도 했다. 
항공기 무게가 낮을수록 제트기 연료의 사용량이 줄어들기 때문에 말 그대로‘기름 한 방울이라도 더 아끼자’는 목적에서 실시한 캠페인이었다. 
고유가 시대에는 항공사들의 주가 또한 하락세를 보이는 경우도 많다. 
심지어 미국에서는 고유가 때문에 항공사 간 인수 및 합병 진행이 안 돼서 항공사가 파산 위기에 몰린 적도 있다.
제트기 연료의 가격은 고객들에게도 영향을 미치게 되는데, 바로 유류할증료 때문이다. 
유류할증료는 항공사들이 유가 상승에 따른 손실 보전을 위해서 운임에 부과하는 할증료다. 
싱가포르 항공유의 가격을 기준으로 2달마다 유류할증료가 결정이 된다. 
항공유 가격이 오르면 할증료도 오르고, 항공유 가격이 내려가면 할증료가 내려가게 되는데, 저유가 시대에는 할증료가 0원인 경우도 있었다. 
신종 코로나바이러스 감염증(코로나19)이 한창이던 지난해 유례없는 저유가 시대였다. 
저유가 시대에는 유류할증료가 없다보니, 운임이 낮아져서 항공 수요가 늘어나곤 한다. 
항공사들에게는 ‘장사하기 정말 좋은 시기’지만, 코로나19로 인해 항공기 운항이 80% 이상 중단되면서 좋은 시절을 누리지 못했을 것이다.

### 항공기 운항 중단에 항공유 재고관리 비상
코로나19는 항공사 뿐 아니라 항공사에 제트기 연료를 공급하는 정유사들도 골머리를 앓아야 했다. 
제트기 연료의 소비가 대폭 줄어들면서 항공유 재고 관리에 비상이 생겼기 때문이다. 
업계에서는“제트기 연료 마시러 가자”는 말이 나올 정도로 제트기 연료가 남아도는 것이 너무나 큰 골칫거리였다. 
아무리 석유 한 방울 안 나오는 나라이긴 하지만, 제트기 연료를 만들어 이를 보급하는 능력은 글로벌 수준이다. 
국내 정유사들은 국제 기준 보다 더욱 엄격하게 제트기 연료의 품질 등을 관리하는 편이다.